# Seynesia nobilis
Seynesia nobilis är en svampart som först beskrevs av Welw. & Curr., och fick sitt nu gällande namn av Pier Andrea Saccardo 1883. Seynesia nobilis ingår i släktet Seynesia, ordningen kolkärnsvampar, klassen Sordariomycetes, divisionen sporsäcksvampar och riket svampar.   Inga underarter finns listade i Catalogue of Life.